# Rue Gouraud

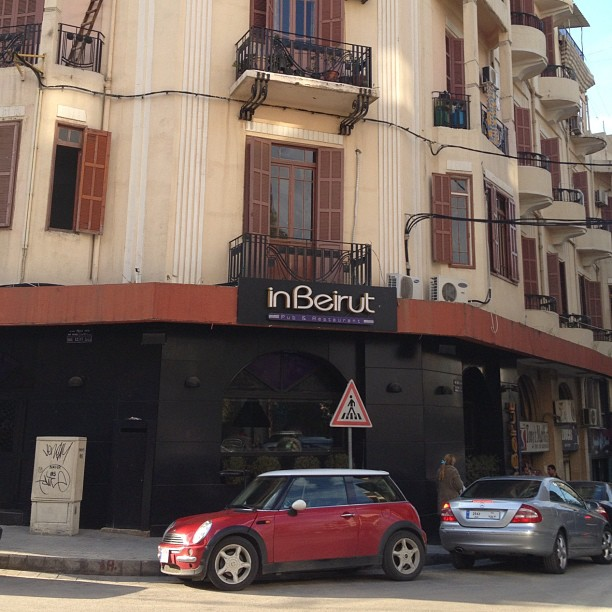
Café à la mode dans un immeuble de la période mandataire.

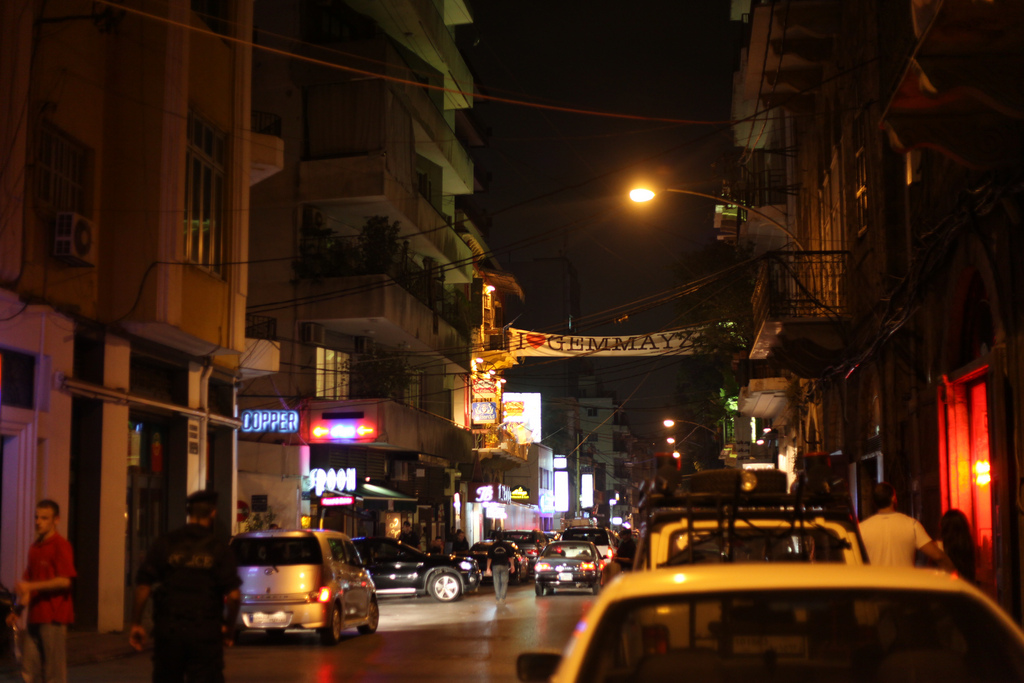
Scène de nuit à Gemmayzé.

La rue Gouraud (arabe : شارع غورو) est une rue de Beyrouth au Liban. 

## Situation et accès
Elle est située dans le quartier résidentiel et commercial de Gemmayzé, du secteur de Rmeil. 
La rue Gouraud s'étend à l'est du centre-ville historique, de l'avenue Georges Haddad jusqu'à la corniche du fleuve, le Nahr Beyrouth. En 2004, le magazine Travel + Leisure a qualifié la rue Gouraud de « SoHo-sur-Mer » grâce à ses cafés chic au pied d'immeubles des années 1950.
La rue Gouraud et le quartier de Gemmayzé concurrencent le quartier à la mode de Badaro.
Adjacent à la rue Gouraud, se trouve l'Escalier de l'Art (ou Escalier Saint-Nicolas), où se tiennent des festivals d'art. L'Escalier mène à la rue Sursock au sud. De la rue Gouraud, on peut rejoindre à pied la rue Monnot et le village Saifi.

## Origine du nom
Elle doit son nom au général Gouraud (1867-1946), haut-commissaire de la République française au Levant de 1919 à 1923. 

## Historique
Autrefois, la rue Gouraud s'appelait Darb-el-Naher, puis rue Shawkat Pacha entre 1909 et 1919. Elle fut baptisée rue Gouraud en 1919 par décision municipale, au lendemain de l'arrivée des mandataires français qui administrèrent le Liban après l'éviction des Ottomans.
Ses rues sont souvent étroites et les immeubles datant de l'époque mandataire sont nombreux. Le quartier est connu pour ses restaurants fameux, ses cafés, bars branchés et boîtes de nuit dont la plupart sont rue Gouraud.  
La rue Gouraud et le reste de Gemmayzé ont subi de graves dommages à cause des explosions du 4 août 2020, et des immeubles se sont écroulés.